# 米拉布·克維里卡什維利

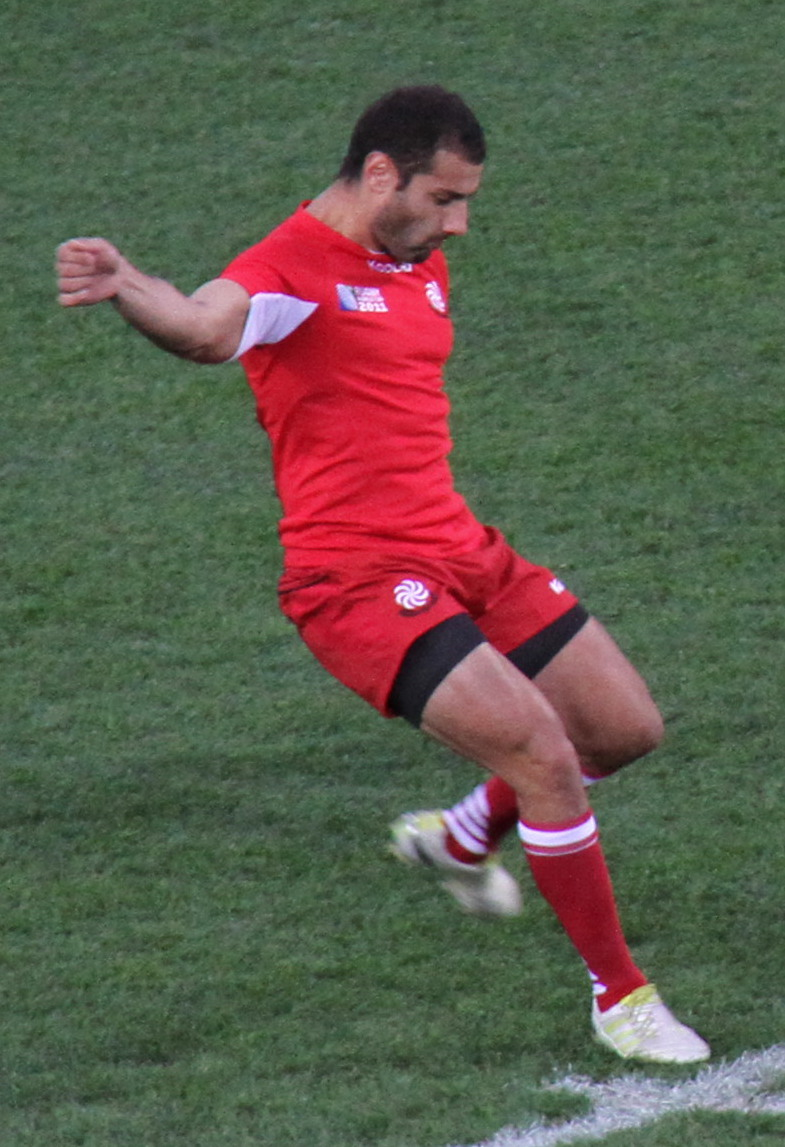
2011年

米拉布·克維里卡什維利（英語：Merab Kvirikashvili；1983年12月27日—）是一位喬治亞橄欖球運動員。他是喬治亞國家橄欖球隊的一員，代表喬治亞參加了2015年世界盃橄欖球賽。他在2003年首次代表喬治亞參賽。